# 日本大学商学部・大学院商学研究科

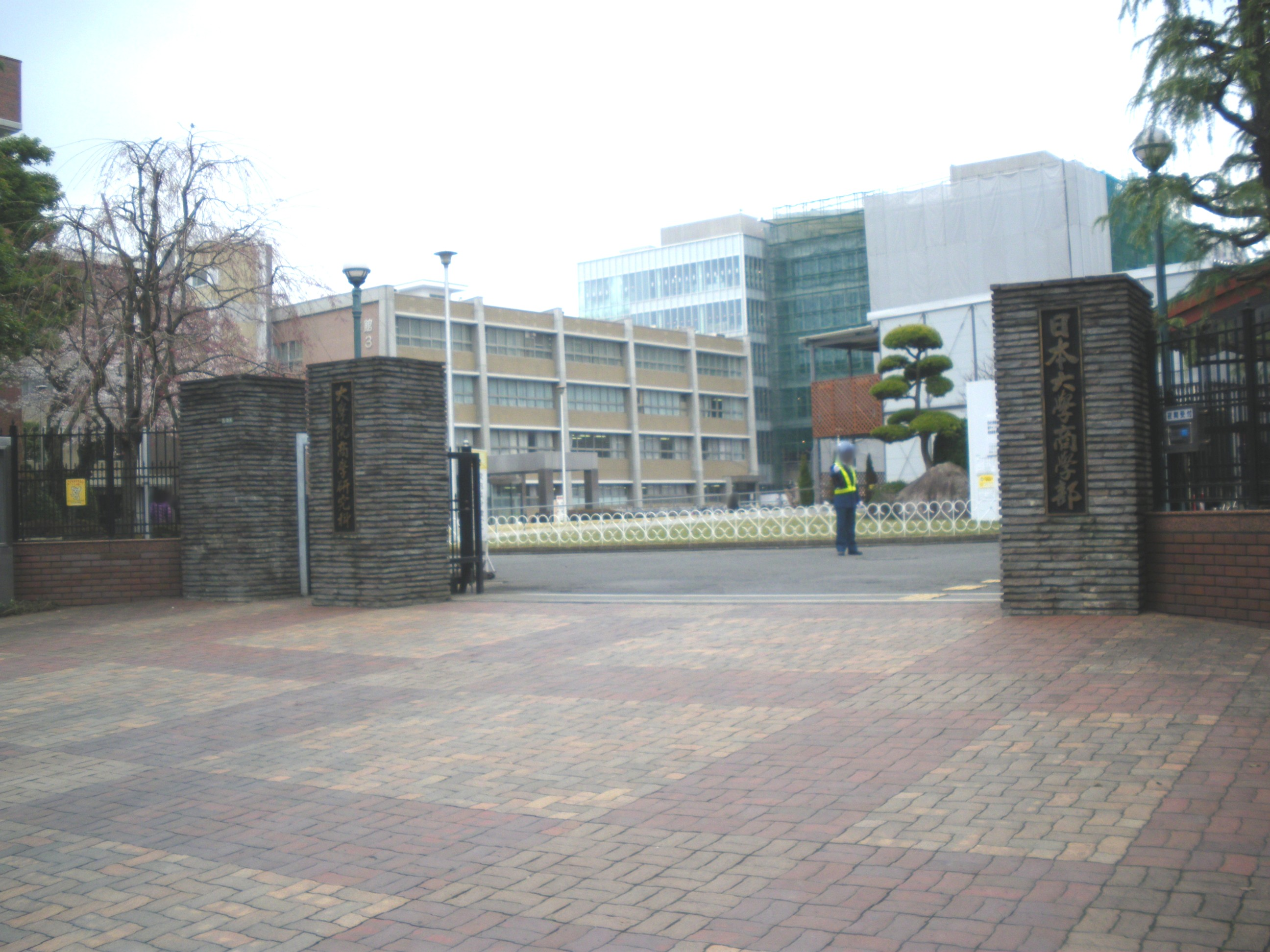
商学部校門

日本大学商学部（にほんだいがくしょうがくぶ、Nihon University College of Commerce）は、商業学科・経営学科・会計学科の全3学科を擁し、教育・研究する大学の学部である。また、商学研究科（しょうがくけんきゅうか）は、商学の理論および応用を教育・研究する大学院の研究科である。
略称は「日大商学部」。

## 概要
三崎町（現在の神田三崎町）にある経済学部から分離独立する形で日大商学部が設立された。1957年（昭和32年）に経済学部商業学科が商学部商業学科として独立し、1963年（昭和38年）には現在の砧校舎へ分離独立した。
東京都世田谷区砧はウルトラマンの街として知られ、日大商学部キャンパスも新東宝撮影所跡地に開設された。
キャンパスは、2009年の講義棟に続き「21世紀における学びと創造の場」「滞留時間の長いキャンパス」をコンセプトにした校舎・体育館棟が2011年に完成した。

## 年表
日大商学部は「大学部商科」→「商学部商科」→「商経学部」→「経済学部経営学科」→「経済学部商業学科」→「商学部商業学科」と変遷している。

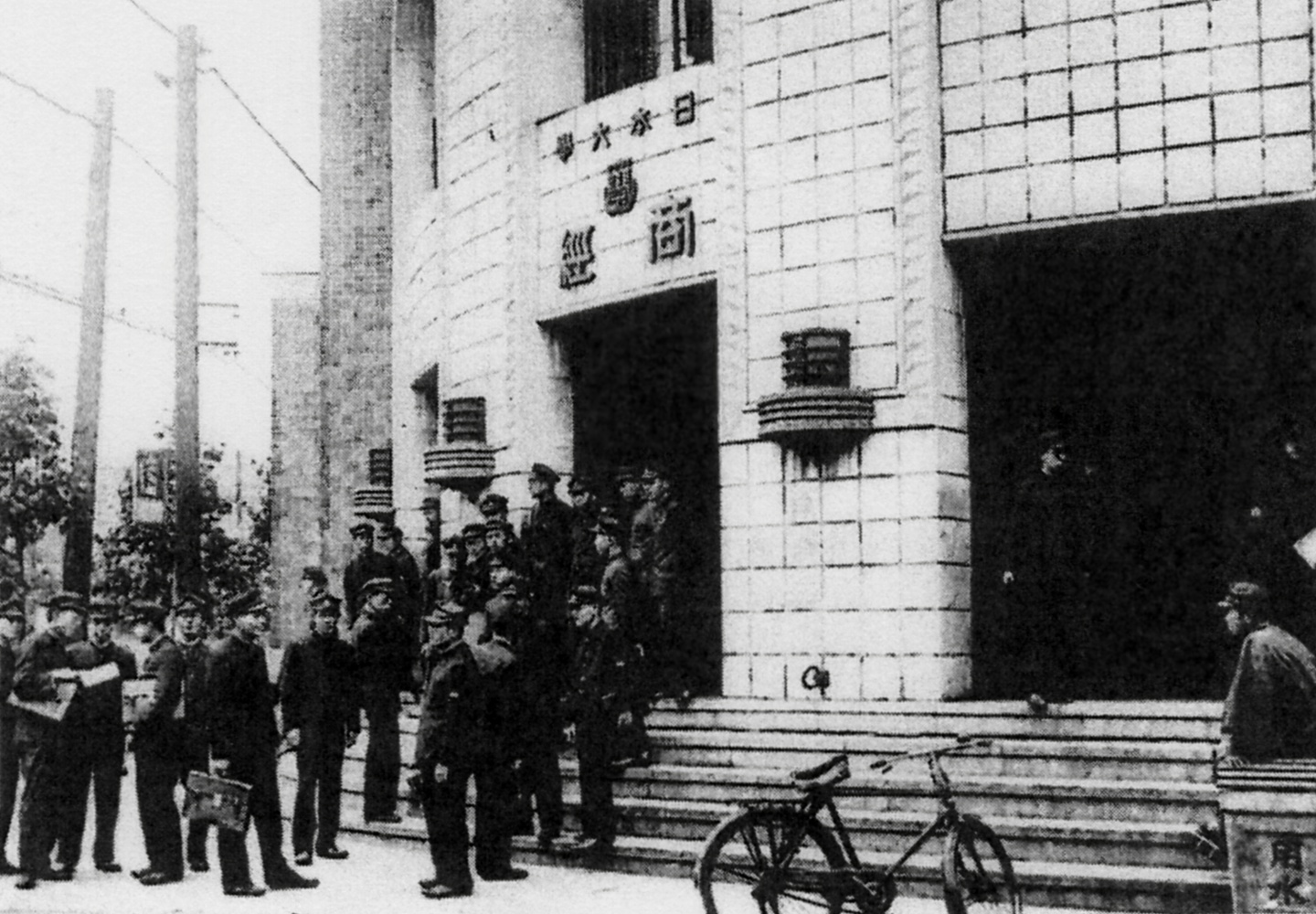
旧・商経学部校舎（1938年頃）

- 1904年（明治37年） 日本大学部に商科を設置。
- 1920年（大正09年） 大学令による大学設立認可により、日本大学商学部商科となる。
- 1923年（大正12年） 商学部商科を商学部商業学科に改称。
- 1924年（大正13年） 商学部に経済学科を新設。
- 1934年（昭和09年） 商学部を商経学部、商業学科を経営学科と改称。
- 1944年（昭和19年） 商経学部を経済学部と改称。
- 1952年（昭和27年） 経済学部経営学科を経済学部商業学科と改称。
- 1957年（昭和32年） 経済学部から商学部が分離独立し、経済学部商業学科が商学部商業学科となる。
- 1960年（昭和35年） 日本大学大学院商学研究科商学専攻（修士課程）設置。
- 1963年（昭和38年） 日大商学部の砧校舎を開設（新東宝撮影所跡地）[1]、大学院商学研究科商学専攻（博士課程）設置。
- 1964年（昭和39年） 経営学科、会計学科を増設。
- 1967年（昭和42年） 日本大学院商学研究科会計学専攻（修士・博士課程）設置。
- 1971年（昭和46年） 同経営学専攻（修士課程）設置。
- 1973年（昭和48年） 同経営学専攻（博士課程）設置。
- 1977年（昭和52年） 日大商学部商学研究所を設置。
- 1981年（昭和56年） 図書館が落成。
- 1982年（昭和57年） 商学部情報科学研究所を設置。
- 1998年（平成10年） 同ビジネスコース（博士前期課程・各専攻）設置、商学部創設90周年記念会館竣工。
- 2004年（平成16年） 日大商学部の創設100周年。
- 2009年（平成21年） 新1・2号館竣工（9月より使用開始）。
- 2011年（平成23年） 新3号館、創設100周年記念館（体育館）竣工（9月より使用開始）。
- 2014年（平成26年） 新本館竣工（9月より使用開始）。

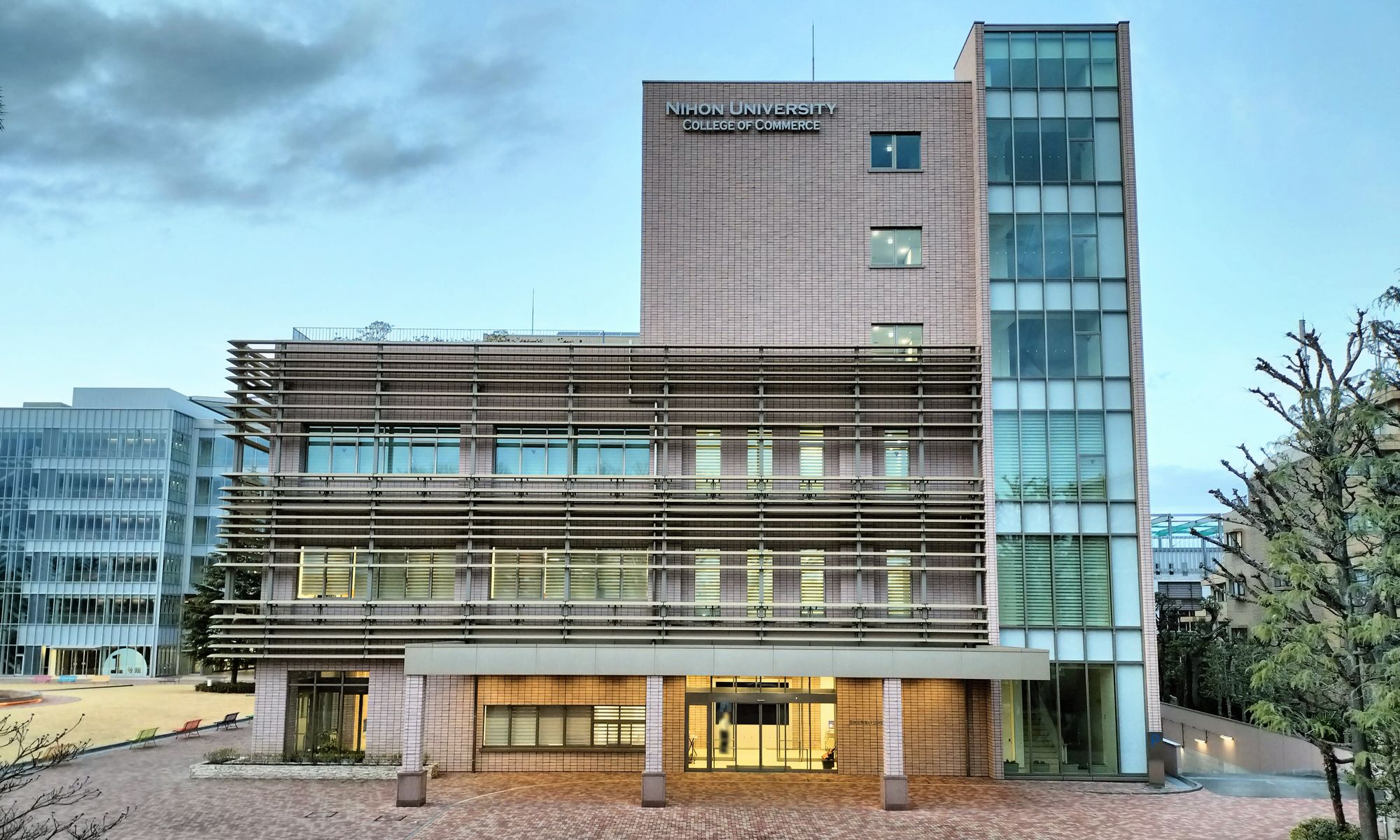
新本館

## 学部
- 商学部
学位はいずれも「学士（商学）」
  - 商業学科
    - マーケティングコース
    - グローバル・ビジネスコース
    - 金融エコノミーコース

  - 経営学科
    - マネジメントコース
    - 事業創造コース

  - 会計学科
    - アカウンティングコース
    - 会計専門職コース

## 大学院
- 商学研究科
  - 商学専攻
  - 経営学専攻
  - 会計学専攻

## 商学部のカリキュラム
以下が商学部の主なカリキュラムである。
- カリキュラムは、「専門基礎科目」、「総合科目」、「コース科目」に分かれている[注釈 1]。
- 1年次は、豊かな人間性と柔軟な思考・理解力・対応力を養う「総合教育科目」、ビジネスを学ぶ上で基本となる商学・経営学・会計学・経済学の「専門基礎科目」を学ぶ。
- 2年次から、「学科所属科目」と「コース専門科目」を選択し、ビジネスの理論と実践力を養っていく[注釈 2][注釈 3]。
- 3年次から、他の学部の講義を相互履修することができる。
- 少人数制のゼミナール教育（ゼミ）は大学２年からスタートする。そこで学生たちは卒業するまでの３年間、社会で不可欠な教養（物事を総合化できる知恵）を身につけていく。
- 日大商学部のゼミはとても多く、その研究テーマは90以上ある[4]。
- 学生たちの視野を広げる為に、社会の第一線で活躍する実務家たちが大学で講義をする「寄付講座」がある。
- 衛星放送を使った遠隔講義がかつて行われていた。

## ゼミナール
日大商学部はゼミナール活動が活発である。少人数形式のゼミナールの数は90以上あり、学生は大学2年から希望のゼミに入ってビジネススキルや専門知識を磨くことになる。
毎年冬になると「インゼミ大会」が開催され、各ゼミが参加して共通のテーマについて活発な議論が行われる。それは、研究を発展させる討論部門、日頃の研究成果の内容について競い合うプレゼンテーション部門、英語で研究成果を発表する英語プレゼンテーション部門の3部門で構成される。ゼミ生は学生生活の総仕上げとして、卒業論文を書くが、その中から優秀な論文は「優秀卒業論文賞」として表彰される。

## 海外留学・研修プログラム
日大商学部には学生の希望に応じた半年から一年といった長期留学プログラム、休み期間を利用した短期の語学研修プログラムが用意されている。対象国はアメリカ、オーストラリア、フランスなど多岐にわたり、学生たちの語学力の向上、異文化の交流・体験に大きな役割を果たしている。

## 取得可能な教員免許状
以下が商学部における取得可能な教員免許状である。
- 高等学校一種普通免許状
  - 商業

## 商学研究科のカリキュラム
日本大学大学院商学研究科（Nihon University Graduate School of Commerce）は、1960年に商学部に設置された。現在、「商学専攻」、「経営学専攻」、「会計学専攻」の3つの専攻を設けている。
修士課程・博士課程という用語は使わず、博士前期課程・博士後期課程として、課程を設けている。博士前期課程は2年以上在籍し、最長在学年数は4年まで、博士後期課程は3年以上在籍し、最長在学年数は6年までと定められている。博士前期課程を修了した者には「修士（商学）」を、博士後期課程を修了した者には「博士（商学）」をそれぞれ授与される。
1998年から、博士前期課程に「ビジネス・コース（夜間主コース）」を開設したが、2008年より、コース編成再検討と称し、募集停止（実際は廃止）している。

### 略年表
- 1960年3月　商学専攻修士課程を設置。
- 1963年3月　商学専攻博士課程を設置。
- 1967年3月　会計学専攻修士課程、博士課程を設置。
- 1971年3月　経営学専攻修士課程を設置。
- 1973年3月　経営学博士課程を設置。
- 1976年4月　「修士課程・博士課程」を「博士前期課程・博士後期課程」に名称変更。
- 1998年4月　博士前期課程にビジネス・コース（夜間主コース）を設置、新宿サテライト・キャンパス（野村ビル33 階）で開始。
- 2008年3月　ビジネス・コースを募集停止（事実上の廃止）

## 学園祭
学園祭として、毎年秋に砧祭を開催している。

## 付属機関
- 商学研究所
- 会計学研究所
- 情報科学研究所
- 清里セミナーハウス
- 大蔵グラウンド

## 刊行物
日大商学部は大学における教育、研究の成果を公開し社会の発展に貢献することを目的として以下の冊子（紀要）を発行している。
- 『商学集志』（日本大学商学研究会、1964年～現在。）
- 『商学集志 人文科学編』（日本大学商学研究会、1970年～1995年。）→『総合文化研究』（日本大学商学研究会、1995年～現在。）
- 『商学研究』（日本大学商学部商学研究所、1983年～現在。

## 学部長
- 嶋 正（2020年 - 2022年）
- 長谷川 勉（2022年-）

## 出身者

### 政治
- 菅川洋 - 元民主党衆議院議員。
- 古賀誠 - 元自由民主党衆議院議員、元自民党選対委員長、元運輸大臣、元自民党幹事長・国対委員長。
- 小川友一 - 元自由民主党衆議院議員。
- 丸山俊郎 - 白馬村村長、しろうま荘支配人。

### 経済
- 瓦葺一利 - 松屋フーズ代表取締役社長。
- 後藤忠治 - セントラルスポーツ創業者。社会スポーツセンター会長。東京オリンピック競泳400mリレー4位入賞。
- 西田憲正 - 東横イン創業者。
- 大桑堉嗣 - オークワ会長、日本流通産業社長、日本チェーンストア協会副会長、日本スーパーマーケット協会副会長。
- 大桑啓嗣 - オークワ副会長。
- 吉野博行 - ヤマハフットボールクラブ社長。
- 青山理 - 青山商事代表取締役社長
- 野本義明 - ソフト・オン・デマンド代表取締役社長、AV監督。
- 平公夫 - ナシオ代表取締役社長、コープさっぽろ会長。
- 藤本秀朗 - ユニデンホールディングス創業者、元社長。
- 大下一明 - フマキラー代表取締役社長
- 中村俊樹 - 横浜信用金庫専務理事
- 浅井幸司 - エーモスト代表取締役、元ソニー社員、ライブハウス『Zepp』立ち上げ統括者

### 文化
- 二宮清純 - スポーツジャーナリスト
- 板井れんたろう - 漫画家

### 芸能
- 春日俊彰 - お笑いタレント（オードリー）
- 斎藤司 - お笑い芸人、トレンディエンジェル
- ベンガル - 俳優
- 細井学 - 俳優
- 宮内洋 - 俳優、歌手
- 柳家喬太郎 - 落語家
- 島田晴香 - AKB48チームK
- 田畑祐一 - テレビ朝日アナウンサー
- 北河多香子 - 女優
- 林哲司 - 作曲家

### スポーツ
- 下窪陽介 - 元プロ野球選手
- 加藤康介 - 元プロ野球選手
- 堤内健 - 元プロ野球選手
- グレート-O-カーン - プロレスラー

## 交通アクセス
日大商学部キャンパス
- 商学部・商学研究所： 東京都世田谷区砧5-2-1
- 大学院・創設90周年記念館： 東京都世田谷区大蔵2-6
- 交通アクセス - 小田急小田原線「祖師ヶ谷大蔵駅」南口から徒歩約12分。小田急小田原線「成城学園前駅」南口から徒歩約18分。また、成城学園前駅の南口1番のりばから東急バス渋24渋谷駅行、南口2番のりばから東急バス等12等々力操車所行・用06用賀駅行・玉31岡本三丁目経由二子玉川駅行のいずれかに乗車し、いずれも「日大商学部前」下車。（大学院・創設90周年記念館へは、「成育医療研究センター前」で下車。）